# Unterseeboot 874
L'Unterseeboot 874 (ou U-874) est un sous-marin allemand utilisé par la Kriegsmarine pendant la Seconde Guerre mondiale.

## Historique
L'U-874 reçoit sa formation de base dans la 4. Unterseebootsflottille à Stettin en Allemagne jusqu'au 28 février 1945, puis est affecté à la 33. Unterseebootsflottille à Flensbourg en Allemagne.
Après la reddition de l'Allemagne nazie, l'U-874 est convoyé par les forces alliées de Horten en Norvège à Lisahally en Irlande du Nord le 29 mai 1945 pour l'opération Deadlight.

Il est coulé le 31 décembre 1945 à la position géographique de 55° 47′ N, 9° 27′ O

## Affectations successives
- 4. Unterseebootsflottille du 8 avril 1944 au 28 février 1945
- 33. Unterseebootsflottille du 1er mars 1945 au 8 mai 1945

## Commandement
- Oberleutnant zur See Theodor Petersen du 8 avril 1944 au 8 mai 1945

## Navires coulés
L'U-874 n'a coulé, ni endommagé de navire car il ne prit part à aucune patrouille de guerre.

## Sources
- (en) U-874 sur le site Uboat.net